# Département des Politiques européennes
Le Département des Politiques européennes (en italien: Dipartimento per le politiche europee) est une structure érigée en département dépendant de la présidence du Conseil des ministres, qui opère dans le domaine fonctionnel des relations du Gouvernement avec les institutions de l'Union européenne et que le président utilise pour coordonner la préparation de la législation européenne et les activités relatives à la mise en œuvre des obligations contractées au sein de l'Union.
Il est situé à Rome, au largo Chigi 19, à l'intérieur de la Galleria Alberto Sordi.

## Histoire
Le département a été créé par la loi n° 183 du 16 avril 1987, sous le nom de département de la coordination des politiques communautaires. Dans le gouvernement Fanfani VI, ses fonctions ont été déléguées au ministre des Affaires étrangères Giulio Andreotti; elles ont ensuite été confiées à un ministre spécial sans portefeuille qui, selon les appellations adoptées par les différents gouvernements, a occupé la fonction de ministre de la Coordination des politiques communautaires (1987-94), de la Coordination des politiques de l'Union européenne (1994-95), des Politiques communautaires (1998-2006), des Politiques européennes (2006-11) ou, enfin, des Affaires européennes (depuis 2011).
Le premier titulaire de la fonction a été nommé sous le gouvernement Goria, en la personne d'Antonio La Pergola; la législation concernant la transposition de la législation européenne en droit italien (dite loi La Pergola) date de cette période.
La prévision d'une structure spécifique consacrée à la "mise en œuvre des engagements pris au sein de l'Union européenne" a été confirmée par le règlement sur l'organisation de la présidence du Conseil des ministres (décret législatif n° 303, art. 3 du 30 juillet 1999).
Le département a été renforcé par la loi n° 11 du 4 février 2005 (dite loi Buttiglione), relative aux règles générales sur la participation de l'Italie au processus réglementaire de l'Union européenne et aux procédures de mise en œuvre des obligations de l'UE. La structure a ensuite été réorganisée (décret du Premier ministre du 9 octobre 2006, décret présidentiel n° 91 du 14 mai 2007).
En 2006, sous le gouvernement Prodi II, les fonctions de ce département ont été confiées à Emma Bonino qui, en plus d'occuper le ministère du commerce international, est également devenue ministre des politiques européennes. La dénomination différente de la fonction a été maintenue avec le gouvernement Berlusconi IV, par la délégation de ces fonctions au ministre Andrea Ronchi (bien que le décret de nomination initial ait fait référence aux "politiques communautaires" et non aux "politiques européennes").
En 2011, à la suite de la réorganisation des structures générales de la présidence du Conseil des ministres, la structure a été rebaptisée Département des politiques européennes (décret du Premier ministre du 1er mars 2011); le changement de nom a également été sanctionné au niveau de la source primaire par la loi n° 234 du 24 décembre 2012 (art. 18), qui a également procédé à la redéfinition des compétences et de la structure du département. Dans le gouvernement Monti, les fonctions correspondantes ont été déléguées à Enzo Moavero Milanesi, qui est devenu ministre des affaires européennes.

## Compétences
En particulier, le département
- effectue des activités de coordination en vue de définir la position italienne à soutenir, en accord avec le ministère des Affaires étrangères et de la Coopération internationale, au sein de l'Union européenne
- suit le processus décisionnel européen
- fournit au Parlement, aux régions et aux autorités locales des informations sur les activités de l'Union
- assure, en accord avec le ministère de l'économie et des finances, la coordination de la mise en œuvre de la stratégie "UE 2020" en Italie.
- en accord avec le ministère des Affaires étrangères et de la Coopération internationale, il entretient des relations avec les institutions, organes et agences de l'Union
- assure le suivi des politiques du marché intérieur et de la concurrence
- prépare, approuve et met en œuvre les lois et autres mesures visant à mettre le système juridique italien en conformité avec les normes européennes
- surveille les précontentieux et les litiges de l'Union européenne et s'efforce de les prévenir
- promeut l'information sur les activités de l'Union et coordonner et promouvoir les initiatives de formation et d'assistance technique dans ce domaine

## Organisation
Le ministère est divisé en bureaux de collaboration directe avec le ministre et en bureaux propres au ministère. Les bureaux de collaboration directe sont:
- chef de cabinet
- secrétaire spécial
- chef des affaires législatives
  - chef adjoint du bureau législatif
- conseiller diplomatique
- conseillers (qui assistent le ministre dans le traitement des questions, notamment, de nature économique, juridique et de comptabilité publique)

La structure du département est coordonnée par le chef de département.
Le département est divisé en deux Offices, dirigés par des coordinateurs ayant des fonctions de coordination à un niveau de gestion générale, et huit Services, dirigés par des coordinateurs à un niveau de gestion :
- Bureau de la citoyenneté européenne, du marché intérieur et des affaires générales
  - Service I - Information et communication
  - Service II - Marché intérieur I
  - Service III - Marché intérieur II
  - Service IV - Affaires générales
- Bureau de coordination des politiques de l'Union européenne
  - Service I - Secrétariat du Comité Interministériel I
  - Service II - Secrétariat du Comité interministériel II
  - Service III - Affaires parlementaires et Cour de justice de l'Union Européenne
  - Service IV - Aide d'État

### Unité de la Guardia di Finanza pour la répression des fraudes communautaires
L'unité opérationnelle de la Guardia di Finanza pour la répression des fraudes communautaires dépend fonctionnellement du chef du département et hiérarchiquement du commandement militaire responsable. Il réalise des activités d'assistance au Comité homologue, institué aux termes de l'art. 76 de la loi n° 142 du 19 février 1992.

### Structure de mission pour les procédures d'infraction au droit communautaire
Il s'agit d'une structure de mission dont les tâches consistent à prévenir la survenance des litiges de l'Union Européenne et à renforcer la coordination des activités visant à résoudre les procédures d'infraction aux règlements de l'Union Européenne.

## Liste des ministres
Dans la liste, les ministres de 1987, à partir du gouvernement Goria, sous les noms successifs et différents du ministère.
- Ministres des Affaires européennes

## Source
- (it) Cet article est partiellement ou en totalité issu de l’article de Wikipédia en italien intitulé « Dipartimento per le politiche europee » (voir la liste des auteurs).